# Allano
Allano Brendon de Souza Lima, genannt Allano, (* 24. April 1995 in Rio de Janeiro) ist ein brasilianischer Fußballspieler. Der Spieler spielt linksfüßig und wird im defensiven Mittelfeld oder der Abwehr eingesetzt.

## Karriere
Marinho startete seine fußballerische Ausbildung beim Botafogo FR in seiner Heimatstadt Rio de Janeiro. Hier schaffte er auch den Sprung in die erste Mannschaft und lief im Zuge der Staatsmeisterschaft von Rio de Janeiro 2014 das erste Mal auf. Wegen Unstimmigkeiten wurde er aber wieder aus dem Profikader verbannt und in die U-20 versetzt.
Aufgrund seines schlechten Images in dem Verein wechselte der Spieler Anfang 2015 zum EC Cruzeiro nach Belo Horizonte. Hier lief er zunächst auch in der U-20 auf, kam aber noch im Zuge der Saison in den Profikader und zu ersten Einsätzen. Nach weiteren Einsätzen auch in der Saison 2016, wurde Allano im Juli 2016 an den EC Bahia in die Série B ausgeliehen.
Anfang 2017 schloss sich ein weiteres Leihgeschäft an. Allano ging nach Portugal zum GD Estoril Praia. In der portugiesischen ersten Liga gab Allano am 12. März 2017 seinen Einstand. Im Auswärtsspiel gegen den Vitória Guimarães wurde er in der 68. Minute für Matheus Índio eingewechselt. Seinen ersten Ligatreffer erzielte er am 14. April 2017 beim Auswärtsspiel gegen Belenenses Lissabon. In dem Spiel erzielte Allano in der 25. Minute das Tor zum zwischenzeitlichen 1:2 (Endstand 1:3). Im Juli 2017 verpflichtete der Klub Allano für drei Jahre.
Im Juli 2018 wurde Allano an Bursaspor in die Türkei für ein Jahr ausgeliehen. Das erste Ligaspiel für den Klub bestritt Allano am 11. August 2018, dem ersten Spieltag der Süper Lig Saison 2018/19. Im Auswärtsspiel gegen Fenerbahçe Istanbul stand er in der Startelf. Am 11. Spieltag erzielte Allan sein erstes Tor für Bursaspor. Im Auswärtsspiel gegen Trabzonspor traf er in der 87. Minute zum 1:1-Endstand. Am Ende der Saison verließ Allano den Klub wieder.
Er ging nicht zurück zu Estoril, sondern wurde wieder ausgeliehen. Seine neue Heimat wurde Ventforet Kofu in Japan. Mit dem Klub sollte er bis zum Ende der Saison im Dezember in der J2 League antreten. Sein erstes Spiel für den Klub bestritt Allano am 24. August 2019, dem 29. Spieltag, auswärts gegen JEF United. In dem Spiel wurde er in der 62. Minute für Yutaka Soneda eingewechselt. Auch in der Saison 2020 spielte Allano weiterhin keine Rolle bei Estoril. Er wurde weiterhin ausgeliehen und ging in seine Heimat, um dort mit dem CS Alagoano in der Série B anzutreten. Nachdem hier die Série B 2020 beendet war, kehrte Allano nach Portugal zurück.
Beim CD Santa Clara, einem Ligakonkurrenten von Estoril, fand Allano eine neue Heimat. Bei den Portugiesen verblieb er bis Saisonende 2022/23, dann kehrte er in seine Heimat zurück. Hier bekam er einen neuen Kontrakt beim Goiás EC. Für den Klub trat er noch in 19 Spielen (ein Tor) in der Série A 2023 an, belegte mit diesem einen enttäuschenden 18. Platz, woraufhin der Klub absteigen musste. Nach Austragung der Staatsmeisterschaft von Goiás 2024 verließ Allano den Klub. Er wurde an den Criciúma EC ausgeliehen. Mit Klub trat er Série A 2024 an. Der Aufsteiger aus der Série B 2023 belegte den 18. Platz und musste direkt wieder absteigen. Allano bestritt im Zuge des 24 Spiele und erzielte ein Tor.